# Geschiedenis van Akhisar Belediyespor
Dit artikel behandelt de geschiedenis van de Turkse voetbalclub Akhisar Belediyespor.

## Oprichting
In de stad Akhisar werden er twee teams opgericht die een belangrijke rol spelen in de geschiedenis van Akhisar Belediyespor. Deze teams waren Gençlik Spor Kulübü en Türk Ocağı. In 1970 worden deze twee teams opgegeven en worden er drie nieuwe teams opgericht: Gençlikspor, Güneşsspor en Doğanspor. Deze drie teams zouden nog in hetzelfde jaar fuseren tot Akhisar Belediyespor. De oprichter van deze club is Yılmaz Atabarut, die tevens de eerste voorzitter was. De club zou van alle drie de ploegen een kleur nemen, wat als een betoon van respect werd opgevoerd.

## De jaren 70
De club begon te spelen in 1970 in de amateurdivisies. Snel promoveren deed Akhisar Belediyespor in de beginjaren nog niet, toch kreeg de club al snel veel supporters.

## De jaren 80
Ook in het begin van de jaren 80 bleef de club uitkomen als amateur. In 1984 promoveerde Akhisar Belediyespor naar de 3. Lig en kon het dus aan nationale competities meedoen.

## De jaren 90 - Pieken en dalen
Akhisar Belediyespor bleef tot en met 1994 in de 3. Lig. In dat jaar degradeerde de club weer. In het seizoen 1994-1995 werd de club kampioen en promoveerde zo terug naar de 3. Lig, waar het tot het jaar 2000 in zou blijven.

## 2000-2011 - professionalisering
In 2001 degradeerde de club naar de 3. Lig, inmiddels de vierde hoogste divisie van Turkije. In 2008 promoveerde de club terug naar de 3de divisie van het land. In het seizoen 2009-2010 werd de club 2de in zijn groep in het 2. Lig en mocht ze dus play-offs gaan spelen voor de 1. Lig. De club werd tweede in de play-offs en promoveerde zo voor het eerst naar de 1. Lig. In het eerste seizoen dat Akhisar Belediyespor hierin uitkwam, eindigde de club op een 13e plaats in de competitie met twee punten meer dan Altay SK, dat in dat seizoen degradeerde. Na dit seizoen zou Hamza Hamzaoğlu aantreden als trainer.

## 2011-2012 - De eerste kampioenschap
In het seizoen 2011-2012 schreef de club geschiedenis door kampioen te worden in de 1. Lig. In de voorlaatste week van het seizoen stond Akhisar nog op een derde plaats, maar omdat het in de laatste week won van Rizespor, dat toen tweede stond, werd de club kampioen en brak op dezelfde tijd ook een record: zij was in vier jaar tijd driemaal gepromoveerd. Dit had geen enkele Turkse club eerder gepresteerd. Zo mocht de club in het seizoen 2012-2013 voor het eerst spelen in het Süper Lig.

### Het elftal
| Dağlaroğlu Uğur Kürşat Serkan Bilal Lima Emrah Aşan Hakan Kaytankaş Osman |
| Het elftal bij het kampioenschap van Akhisar Belediyespor.                |

## 2012-heden - voor het eerst in het Süper Lig

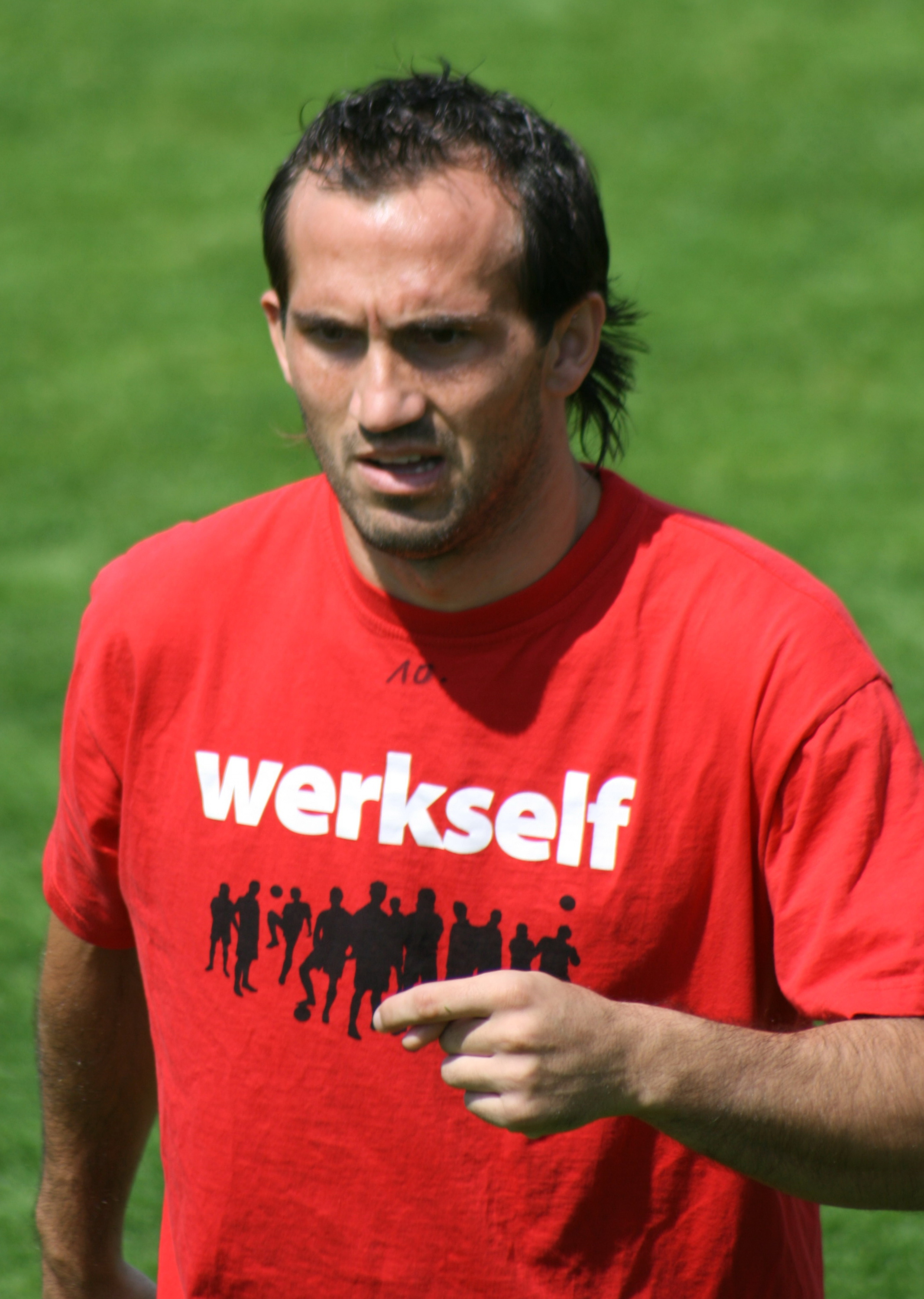
Theofanis Gekas, de publiekslieveling van de club.

Toen Akhisar Belediyespor voor het eerst uitkwam in de Süper Lig, bevond de club zich op een 14e plaats met 42 punten en kon zo nipt blijven in de hoogste divisie van Turkije. De club had zes punten meer dan Istanbul BB, dat met 36 punten degradeerde naar de 1. Lig. Akhisar Belediyespor heeft dit succes grotendeels te danken aan Theofanis Gekas, die aankwam toen de club zich op een laatste plaats bevond. Ook schreef de club geschiedenis tegen Beşiktaş JK. Akhisar Belediyespor won in de 30ste speeldag van het seizoen 4-1 tegen deze club.

## Primeurs
- Eerste voorzitter: Yılmaz Atabarut
- Grootste overwinning: tegen Nazilli Belediyespor (6-1) & tegen Turgutluspor (5-0)
- Grootste nederlaag: tegen Istanbul BB (0-4)
- Eerste Süper Lig seizoen: 2012-13